# Il Giardino
Il Giardino (offiziell: Fondazione „Il Giardino di Daniel Spoerri – Hic Terminus Haeret“) ist der Name eines Skulpturengartens bei Seggiano, rund 80 km südlich von Siena in der Toskana.

## Geschichte
Das 16 ha große Areal wurde Anfang der 1990er Jahre vom Schweizer Künstler Daniel Spoerri erworben und 1997 als Stiftung der Öffentlichkeit zugänglich gemacht. Seitdem hat Spoerri rund 60 Künstlerinnen und Künstler dazu eingeladen, Skulpturen für seinen Garten zu schaffen oder sie dort auszustellen. Künstlerin und Kuratorin Susanne Neumann ist Präsidentin der Stiftung. 

## Aufgestellte Werke
Zu den Künstlern gehören – neben Daniel Spoerri, vertreten mit über 50 eigenen Arbeiten – unter anderen:
- Eva Aeppli[1] (* 1925): Einige menschliche Schwächen (1993/94). Serie, Bronzen auf grünen Marmorsockeln. Maße: Höhe je 40 cm (Platz 14)[2]; Die andere Seite (1974/80). Bronze (Platz 15); Furien (1977–78/1999). Serie, Bronzen auf Marmorsockeln. Maße: 180 × 25 × 25 cm (Platz 48); Die Planeten. Serie, Bronzen auf Marmorsockeln. Maße: 180 × 25 × 25 cm (Platz 49). Stifter: Maxe Sommer; Tierkreiszeichen (1979–80/1999). Serie, Bronzen auf Granitsockeln. Maße Ensemble: 185 × 200 × 140 cm (Platz 51); Astrologische Aspekte. (1977–84/2000). Serie, Bronzen auf Sockeln. Maße: 180 × 20 × 20 cm (Platz 53)
- Arman (1928–2005): Monument der Sesshaftigkeit (1999/2000). Turm aus Pflügen und Heuwendern. Maße: Höhe 8 m (Platz 58)
- Till Augustin (* 1951): Der Gordische Knoten (1998/2001). Stahlseile. Maße je Knoten: 75 × 75 × 75 cm (Platz 70)
- Ay-O (* 1931): Banzai, Banzai, Banzai (1983/2001). Bronze. Maße: 190 × 45 × 45 cm (Platz 69)
- Roberto Barni (* 1939): Continuo (1995/2000). Bronze. Maße: 250 × 700 × 120 cm (Platz 57)
- Giampaolo di Cocco (* 1947): Trivial/Catalina III (1992/2008). Verzinktes Eisen, Glas, Marmor. Maße: irregulär (Platz 96)
- Erik Dietman (1937–2002): Olivengespensterchen (1997/1998). Serie, Polistrol in Gusseisen. Maße: Höhe 150 cm (Platz 41)
- Herbert Distel (* 1942): Denkmal (Ei) (1969/70). Granit. Maße: 300 × 200 × 200 cm (Platz 76). Dauerleihgabe des Kantons Solothurn
- Katharina Duwen (* 1962): Abfall aus der Bronzezeit (1997). Stein, Bronze. Maße: 350 × 400 × 250 cm (Platz 25)
- Olivier Estoppey (* 1951): Tag des Zorns (2001). Serie, Trommler, Gänse. Zement. Maße: Trommler 350 cm, Gänse je 100 × 40 × 95 cm (Platz 75)
- Karl Gerstner (1930–2017): Platons Wald (1998). Weiße Farbe auf Kiefernstämmen. Maße: 10 × 10 × 3,5 m (Platz 40)
- Luciano Ghersi (* 1952): Treffpunkt der Fakiere (1998). Eisen, Messing, Stacheldraht. Maße: 150 × 230 × 110 cm (Platz 47)
- Johann Wolfgang von Goethe (1749–1832): Stein des guten Glücks (1777). Replik aus Travertin (1999). Maße: 161 × 89 × 89 cm (Platz 50). Originalstandort: Goethes Garten in Weimar
- Alfonso Hüppi (* 1935): Der Turm der Liebenden (1997). Ziegelsteine, Bronze, Eisen, Marmor. Maße: Höhe 3,60 m, Durchmesser 6 m (Platz 33). Die Pissende (1977/2000). Bronze. (Platz 60)
- Dani Karavan (1930–2021): Adam und Eva (2002). Olivenbaum, Blattvergoldung. (Platz 72)
- Jürgen Knubben (* 1955): Zwei Stahllinsen, ein schräger Turm und fünf Geoden (1997/2002). Stahl, Schiefer. Maße: Turm 60 × 60 × 300 cm (Platz 74)
- Zoltan Ludwig Kruse (* 1954): Die Drei Throne (2000/2001). Natursteinplatten, Kupfer, Bronze, Eisen. Maße: je 70 × 80 × 150 cm (Platz 68)
- Juliane Kühn (* 1967): Plattgedrückter Gartenzwerg (2000). Kunstharz. Maße: 25 × 65 cm (Platz 63)
- Bernhard Luginbühl (1929–2011): Bauern, Denkmal, Monte Amiata Stengel (1998). Eisen. Maße: Höhe 7 m (Platz 34)
- Ursi Luginbühl (* 1936): Der Hüter der Schwelle (1997/2000). Bronze. Maße: 180 × 290 cm (Platz 59)
- Luigi Mainolfi (* 1948): Fruchtbare Erde (1999/2000). Serie, Eisengitter, Terrakotta. (Platz 55)
- Luciano Massari (* 1956): Insel in Insel (2007). Carrara-Marmor und Regenwasser. Maße: 100 × 170 × 80 cm (Platz 93)
- Birgit Neumann (* 1957): Schachtelhalm (1997). Keramik. Maße: Höhe 250 cm (Platz 62)
- Meret Oppenheim (1913–1985): Hermes, Brunnen (1996/1999). Vergrößerte Ausführung nach einem kleinen Modell aus dem Nachlass. Bronze. Maße: 250 × 190 cm (Platz 52)
- Nam June Paik (1932–2006): „Mach etwas, so groß wie der Eiffelturm“. Marmorsockel, Silberguss. Maße: 20 × 20 × 140 cm, Eiffelturm Höhe 2 cm (Platz 71)
- Joseph Pleier (* 1959): Sonnenstein (2002/2003). Basalt. Maße: Höhe ca. 320 cm, Durchmesser ca. 40 cm (Platz 78)
- Graziano Pompili (* 1943): Dichterisch wohnet der Mensch (2006). Marmoranschnitte, Gras. Maße: 150 × 220 × 100 cm (Platz 85)
- Bernhard Pras (* 1952): Inventaire/Frau und Kind (2008). Plastik, Keramik, Piaggio Ape. (Platz 95)
- Giovanni Rizzoli (* 1963): Pleasurepain (Extasi) (2002). Bronze. (Platz 98)
- Rosa Roedelius (* 1975): Il sogno della torta (Der Tortentraum) (2011). Aluminium, Keramik. Maße: 700 × 350 × 150 cm, großformatig (Platz 103)
- Dieter Roth (1930–1998): Faxgeklingel (um 1970/1998). Computer, Kirschbaumstämme, Efeu. Raum, Maße: 400 × 400 × 360 cm (Platz 46)
- Susanne Runge (* 1959): Rolltreppenbank (1993/2000). Rolltreppenstufen. Maße: 200 × 200 × 80 cm (Platz 65)
- Kimitake Sato (* 1969): Die Maske Zura (2000). Eisen. Maße: 190 × 220 × 90 cm (Platz 64)
- Uwe Schloen (1958–2024): Bunkerdorf (1994/2000). Holz, Blei. (Platz 56)
- Pavel Schmidt (* 1956): Nicht öffnen, bevor der Zug hält (1996/1997). Eisen, Stein, Gerüst. Maße: 7 × 5 m (Platz 21). acqua majm wasser l'eau water voda nero agua. Schwengelpumpe, Gusseisen. Maße: Höhe 5,40 m (Platz 79)
- Nora Schöpfer (* 1962): Zeiträume (Virtuelles Volumen) (2006). Serie, Gespannte Kunststoffschnüre. Maße: je ca. 160 × 50 × 30 cm (Platz 86)
- Martin Schwarz (* 1946): Kleine Schweiz (2006). Bronze. Maße: 15 × 35 × 25 cm (Platz 83)
- Ester Seidel (* 1964): Der Besucher (1998/2000). Bronze. Maße: 70 × 30 × 160 cm (Platz 61). Zusammen mit Patrick Steiner (* 1968): Der Seher (1996/1997). Bronze, Travertin. Maße: 350 × 120 × 140 cm (Platz 32)
- Carolein Smit (* 1960): Magdalenengrotte (2006/2008). Keramik. Maße: Figur ca. 60 × 30 × 25 cm (Platz 89)
- Jesús Rafael Soto (1923–2005): Pénétrable Sonore (1997). Eisenrahmen, 400 Aluminiumröhren. Maße: 350 × 400 × 300 cm (Platz 23)
- Mauro Staccioli (1937–2018): Kletternder Bogen (2008/2009). Stahl. Maße: irregulär, großformatig (Platz 97)
- Paul Talman (1932–1987): Kathedrale No. 6 (1987). Carraramarmor, Sockel: schwarzer Marmor. Maße: 180 × 27 × 27 cm (Platz 44)
- André Thomkins (1930–1985): 21 Palindrome (1968). Serie, Emaille, Straßenschilder. Maße: je 25 × 70 cm (Platz 43)
- Jean Tinguely (1925–1991): Große Lampe für Daniel Spoerri (1985). Eisen, Motor, Glühbirnen, Knochen. Maße: 215 × 170 × 90 cm, irregulär (Platz 38). Othello und Desdemona (1900/91). Eisen, Elektromotor, Stoff. Maße: 230 × 340 × 120 cm, irregulär (Platz 39)
- Roland Topor (1938–1997): Die versponnene Leserin (1997). Marmor, Bronze. Maße: 126 × 40 × 80 cm (Platz 27). Mamma Muntagna (2005). Sandstein, Realisation nach einer Zeichnung von 1976. Maße: 150 × 120 × 110 (Platz 82)
- Not Vital (* 1948): Daniel Nijinski Superstar (1997). Kunstharz. Maße: Höhe 178 cm (Platz 81)
- Paul Wiedmer (* 1947): Drache (1998). Eisen, Efeu, wilder Wein. Maße: irregulär, großformatig (Platz 45)
- Erwin Wurm (* 1954): Doppelhose (2010). Bronze lackiert (Platz 105)[3]

Der Garten wird bis zum heutigen Tage unter Spoerris Leitung sukzessive erweitert.

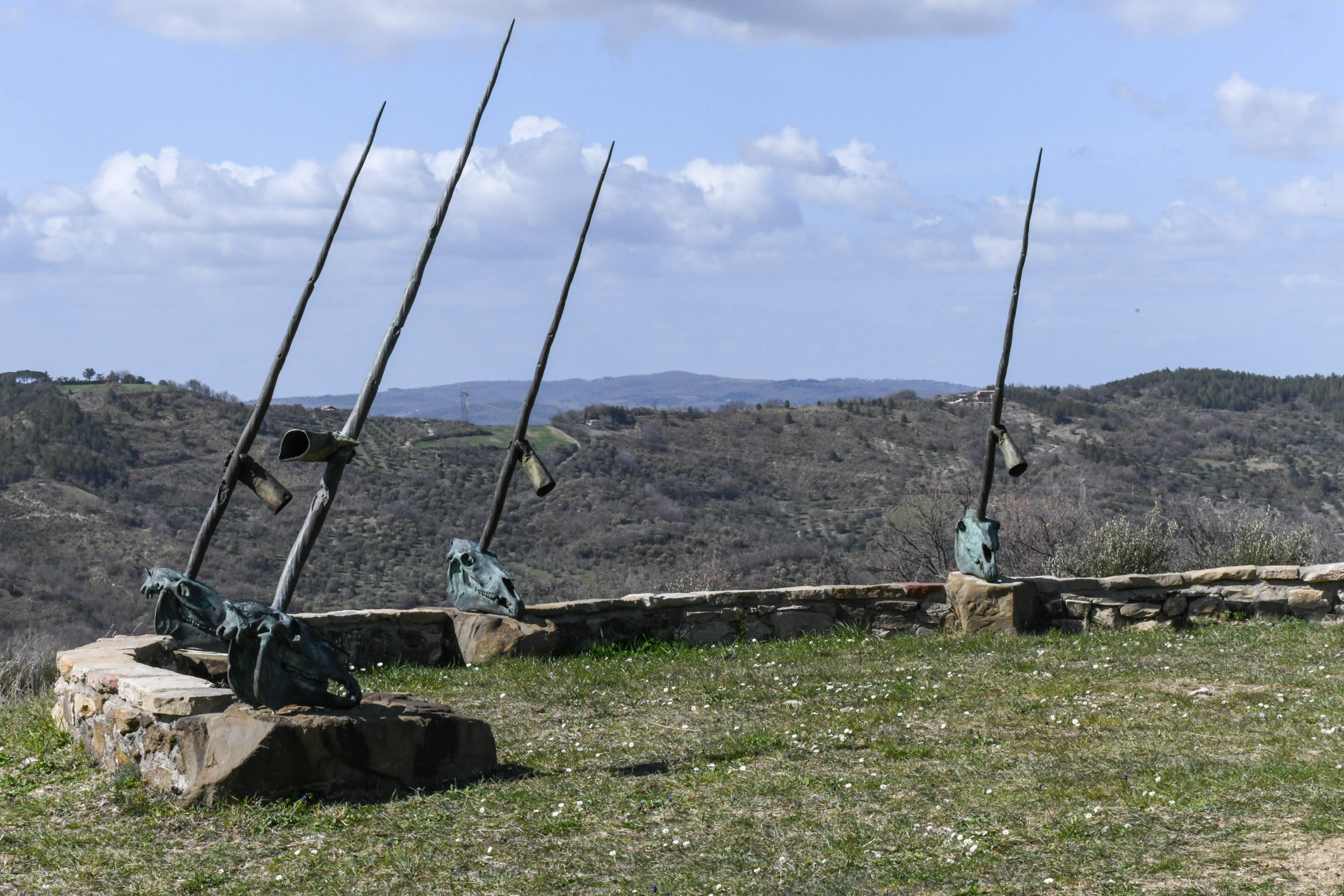
Objekt 3: Einhörner / Omphalos / Nabel der Welt. Bronze (1991)
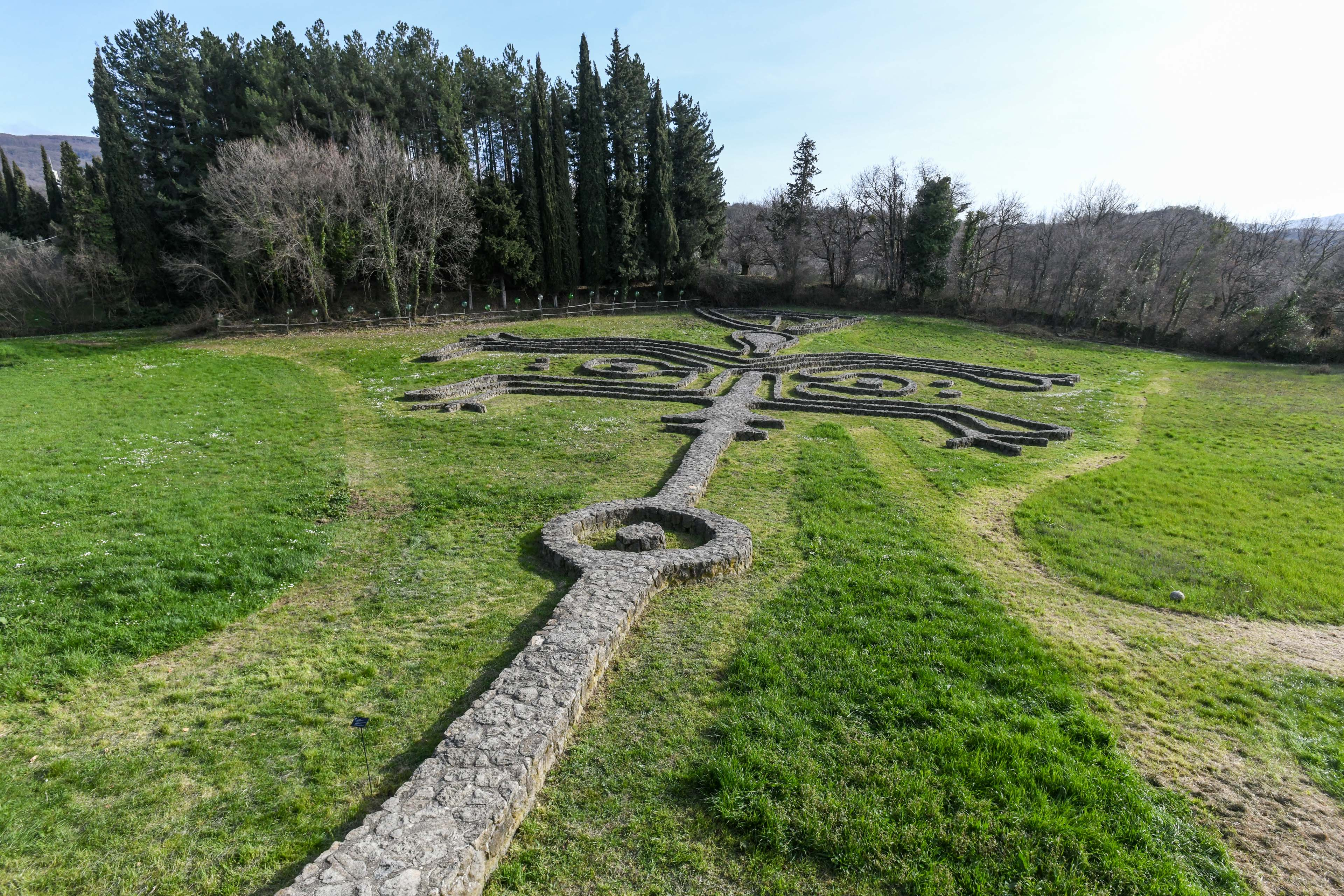
Objekt 36: Labyrinthischer Mauerweg (1996/98)
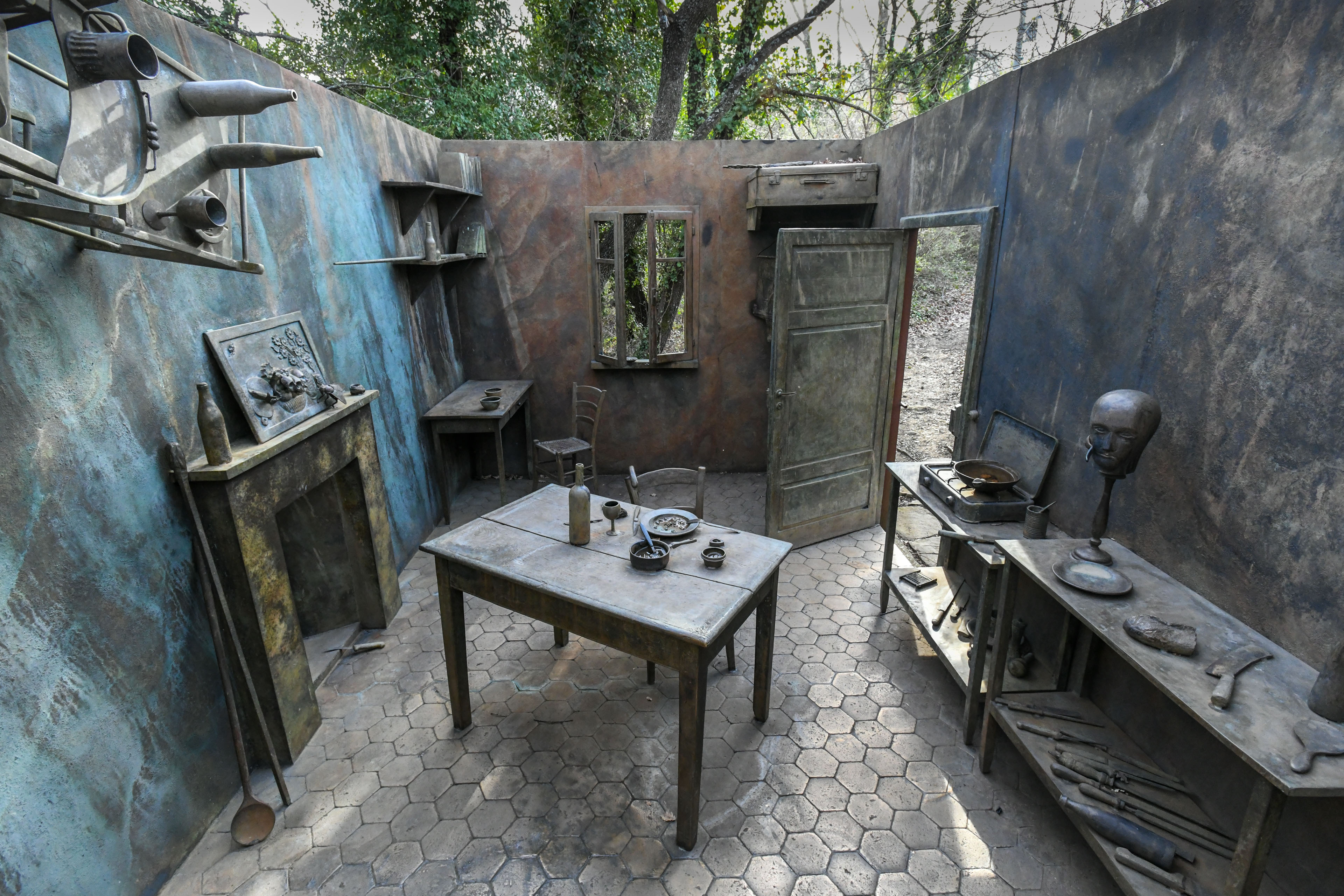
Objekt 42: Chambre N° 13 de l'Hotel Carcasonne. Bronze (1998)
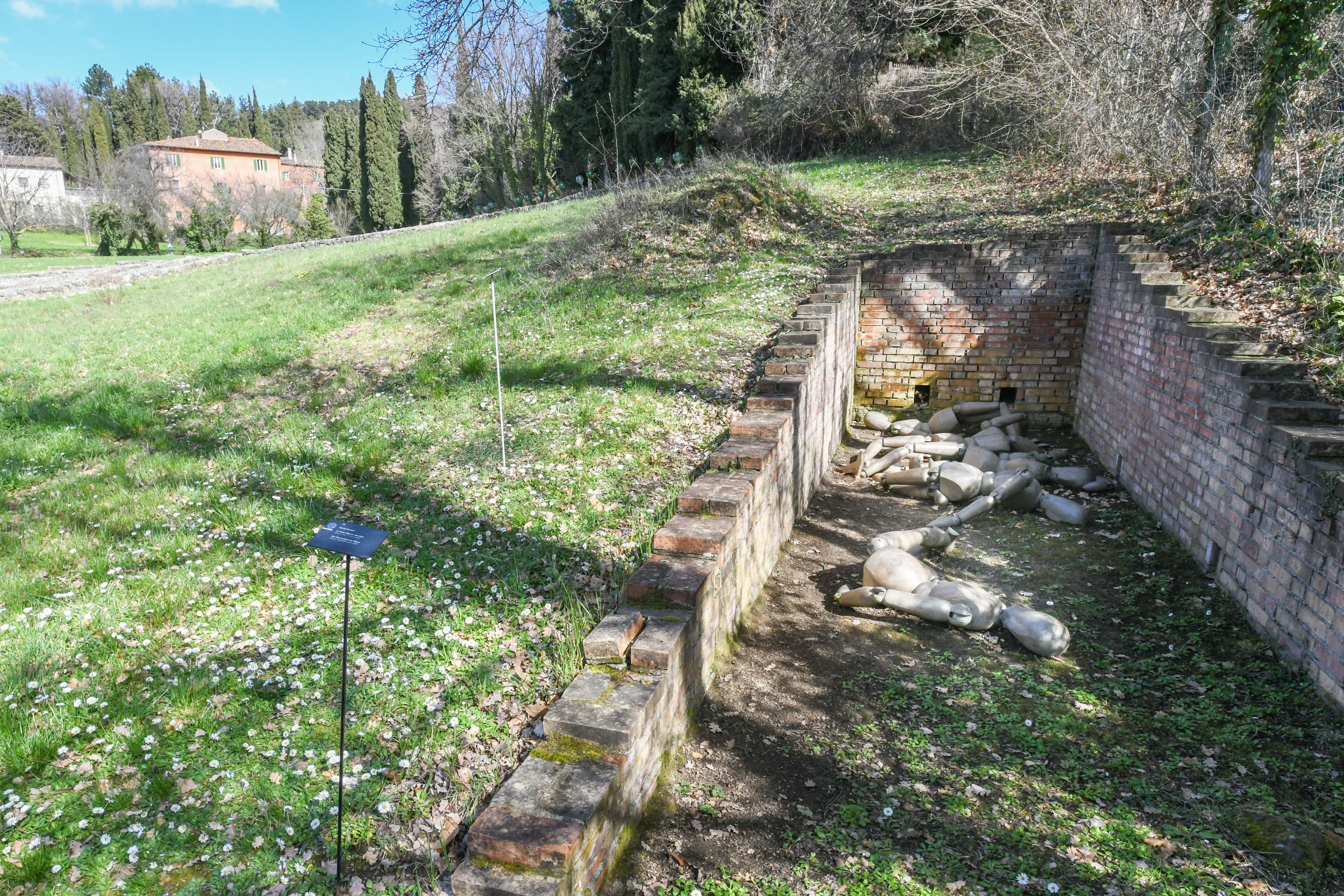
Objekt 66: Das Massengrab der Klone. Bronze, Ziegelsteinmauer (2000)
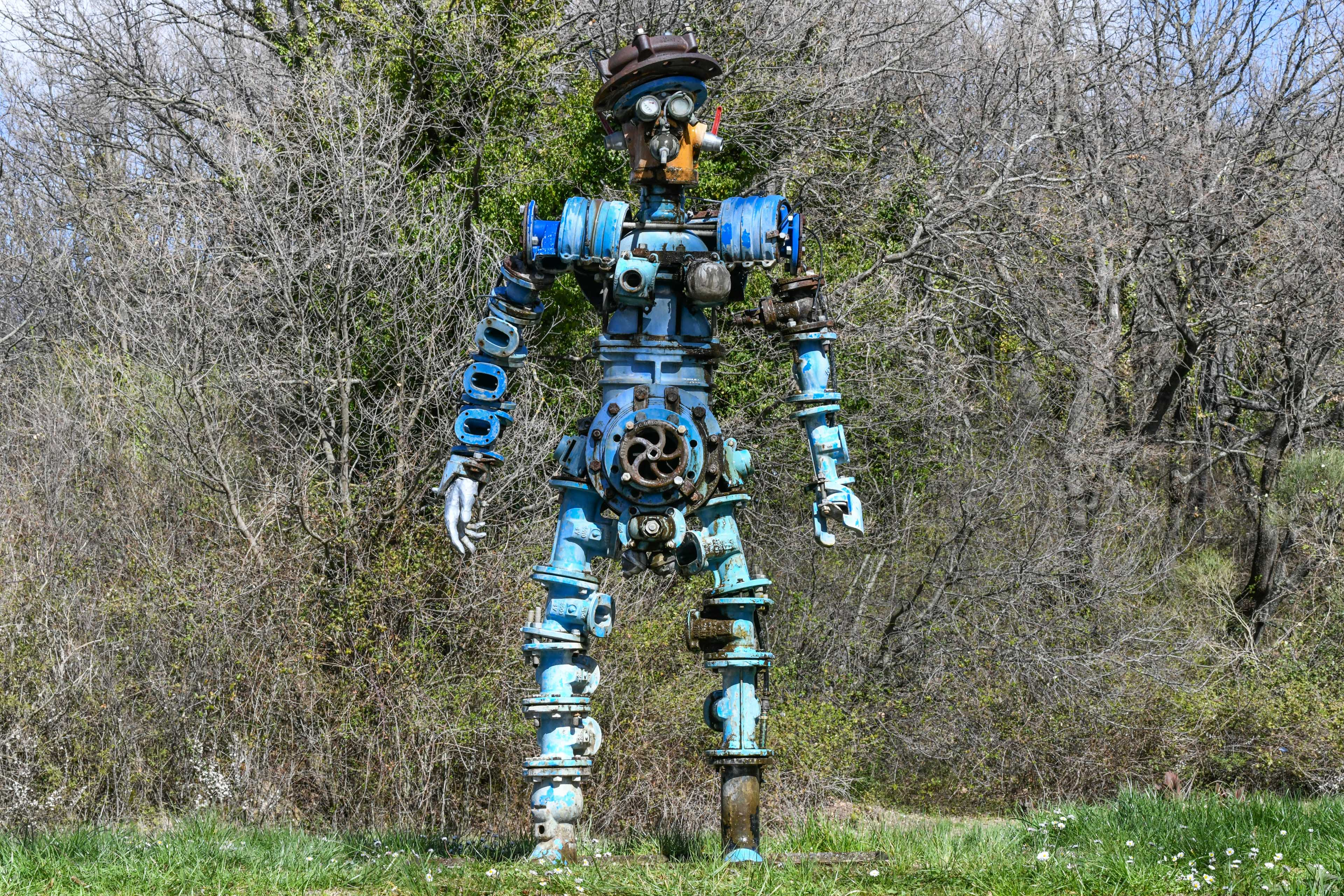
Objekt 109: Aqua Golem (2014)

## Einzelbelege
1. ↑  Eva Aeppli in der Fondazione „Il Giardino di Daniel Spoerri“ : zur 50jährigen Freundschaft Eva Aeppli – Daniel Spoerri; 10. Juli bis 15. Oktober 1999. Fondazione, Seggiano 1999.
2. ↑   Karte der aufgestellten Werke nach Nummern. Abgerufen am 27. August 2010.
3. ↑  Fiona Bonelli: La Doppelhose di Wurm arriva da Spoerri. In: Il Tirreno, 31. März 2013, italienisch, abgerufen am 16. Mai 2013.

Koordinaten: 42° 55′ 21,2″ N, 11° 34′ 11,7″ O